# SNOW (шифр)
SNOW — словоориентированный синхронный поточный шифр, разработанный Лундском университете (Швеция). На данный момент у него существует 3 модификации: SNOW 2.0, SNOW 3G, SNOW-V. SNOW 3G используется для безопасной передачи мобильных данных.

## История
SNOW 1.0, первоначально просто SNOW, был разработан в 2000 году. Шифр работает с 32-битными словами и поддерживает как 128-, так и 256-битные ключи. Шифр состоит из комбинации регистра сдвига с линейной обратной связью (РСЛОС) и конечного автомата (КА).
В первой версии были обнаружены слабые места, и в результате SNOW не был включен в набор алгоритмов NESSIE. В 2003 году авторы разработали новую версию шифра SNOW 2.0, в которой устранили недостатки и улучшили производительность. Во время оценки группой экспертов по безопасным алгоритмам (англ. SAGE) из Европейского института телекоммуникационных стандартов(англ. ETSI) алгоритм шифрования был дополнительно изменён, чтобы повысить его устойчивость к алгебраическим атакам. Результатом таких улучшений в 2006 году стала модификация шифра SNOW 3G.
В 2019 году Ericsson Research совместно с Лундским университетом пересмотрели алгоритм SNOW 3G и обновили его до нового, более быстрого шифра под названием SNOW-V, который может быть использован для безопасной передачи данных в новом поколении связи 5G.

## Схема работы SNOW

### Общая схема работы

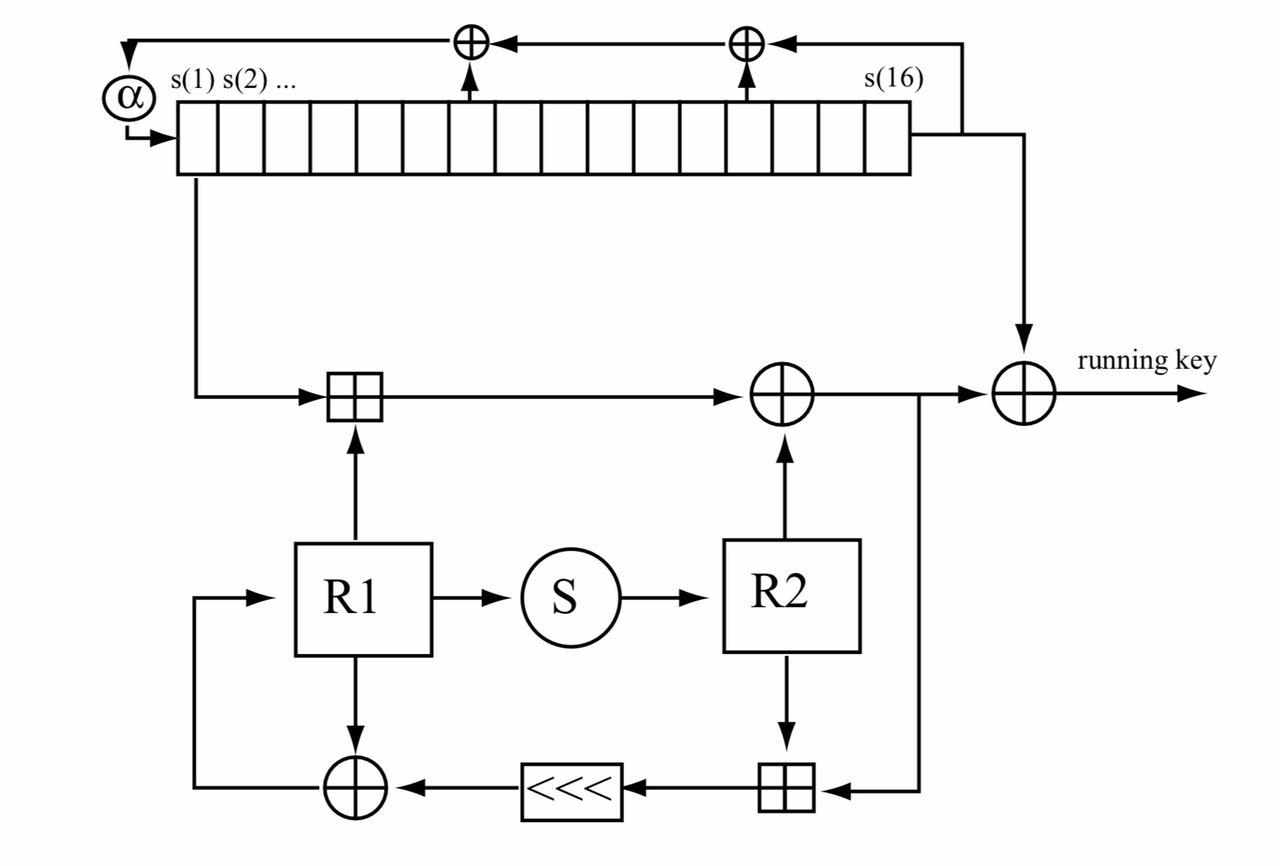
Схема работы SNOW 1.0

Генератор состоит из регистра сдвига с линейной обратной связью длины 16 над полем {\displaystyle \mathbb {F} _{2^{32}}}. Выход регистра подается на вход конечного автомата. КА состоит из двух 32-битных регистров, называемых R1 и R2, а также некоторых операций для вычисления вывода и следующего состояния (следующего значения R1 и R2). Работа шифра выглядит следующим образом. Сначала выполняется инициализация ключа. Эта процедура обеспечивает начальные значения для РСЛОС, а также для регистров R1, R2 в конечном автомате. Затем первые 32 бита ключевого потока вычисляются путём поразрядного сложения выходных данных КА и последней записи РСЛОС. После этого весь процесс синхронизируется, и следующие 32 бита ключевого потока вычисляются путём ещё одного побитового сложения выходных данных конечного автомата и последней записи РСЛОС. Мы снова синхронизируем и продолжаем в том же духе.

### Детальная схема работы
В начальный момент времени t = 0 происходит инициализация регистра сдвига 32-битными значениями {\displaystyle s(1),s(2),...,s(16)}, которые задаются при помощи сгенерированного ключа.
Функция обратной связи для регистра задается многочленом:
{\displaystyle p(x)=x^{16}+x^{13}+x^{7}+\alpha ^{-1},}
где {\displaystyle \mathbb {F} _{2^{32}}} задаётся неприводимым многочленом
{\displaystyle \pi (x)=x^{32}+x^{29}+x^{20}+x^{15}+x^{10}+x+1},
над {\displaystyle \mathbb {F} _{2}} и {\displaystyle \pi (\alpha )=0}.
Выход КА назовем {\displaystyle FSM_{out}}. Он рассчитывается по следующей формуле:
{\displaystyle FSM{out}=(s(1)\boxplus R1)\oplus R2},
где {\displaystyle \boxplus } — целочисленное сложение по{\displaystyle \mod 2^{32}}.
Выход конечного автомата {\displaystyle FSM_{out}} сравнивается с {\displaystyle s(16)} по модулю 2 для формирования потокового ключа, то есть
{\displaystyle runningkey=FSM{out}\oplus s(16)},
где {\displaystyle \oplus } — сложение по{\displaystyle \mod 2}.
Внутри конечного автомата новые значения для R1 и R2 присваиваются по следующим формулам:
{\displaystyle newR1=((FSM{out}\boxplus R2)\lll 7)\oplus R1},
где {\displaystyle \lll } — циклический сдвиг влево
{\displaystyle R2=S(R1)}
{\displaystyle R1=newR1}
Наконец, S-блок, обозначаемый {\displaystyle S(x)}, состоит из четырёх идентичных битовых S-блоков 8×8 и перестановки полученных битов. Входные данные разделены на 4 байта, каждый байт входит в нелинейное отображение от 8 бит до 8 бит. После этого отображения биты в результирующем слове переставляются, чтобы сформировать окончательный результат S-блока.
Для конечного формирования шифртекста потоковый ключ сравнивается с открытым текстом по модулю 2.

## Известные атаки
- В феврале 2002 года Филипп Хоукс и Грегори Роуз описали атаку «Предполагай и определяй» (англ.  англ. Guess and determine attack) на SNOW 1.0, в котором используются в основном два свойства, чтобы снизить сложность атаки ниже исчерпывающего поиска ключей. Во-первых, тот факт, что автомат имеет только один вход s(1). Это позволяет злоумышленнику инвертировать операции в конечном автомате и получать больше неизвестных только из нескольких предположений. Второе свойство — неудачный выбор полинома обратной связи в SNOW 1.0[8].
- В августе 2003 года Даи Ватанабе, Алекс Бирюков и Кристоф Де Канньер описали атаку на SNOW 2.0 методом линейной маскировки. Эта атака использует {\displaystyle 2^{230}} битов потока и {\displaystyle 2^{225}} шагов анализа, что быстрее, чем исчерпывающий поиск 256-битного ключа[9].

## Применение
SNOW 2.0 — один из потоковых шифров, вошедших в стандарт шифрования ISO/IEC ISO/IEC 18033-4, который определяет функции вывода для объединения ключевого потока с открытым текстом, генераторы ключевого потока для создания ключевого потока и идентификаторы объектов, назначенные выделенным генераторам ключевого потока в соответствии с ISO/IEC 9834 для поточных шифров.
SNOW 3Gвыбран в качестве генератора потоковых ключей для алгоритмов шифрования 3GPP UEA2 и UIA2.